# Caròfits
Els caròfits (Charophyta) són una divisió de les algues verdes, inclou les plantes relacionades dels embriofitins. És un grup parafilètic (de vegades restringides a les Charales, que és un grup monofilètic). En alguns grups com el de les algues verdes conjugades, no hi ha cèl·lules flagel·lades. El darrer grup té reproducció sexual però la seva mobilitat no implica tenir flagels que en són totalment absents. Les cèl·lules flagel·lades en la forma d'espermis es troben en les Charales i en el grup Coleochaetales.

## Classificació
El grup Charophyta amb els embriòfits fan el grup monofilètic Streptophyta.

## Imatges

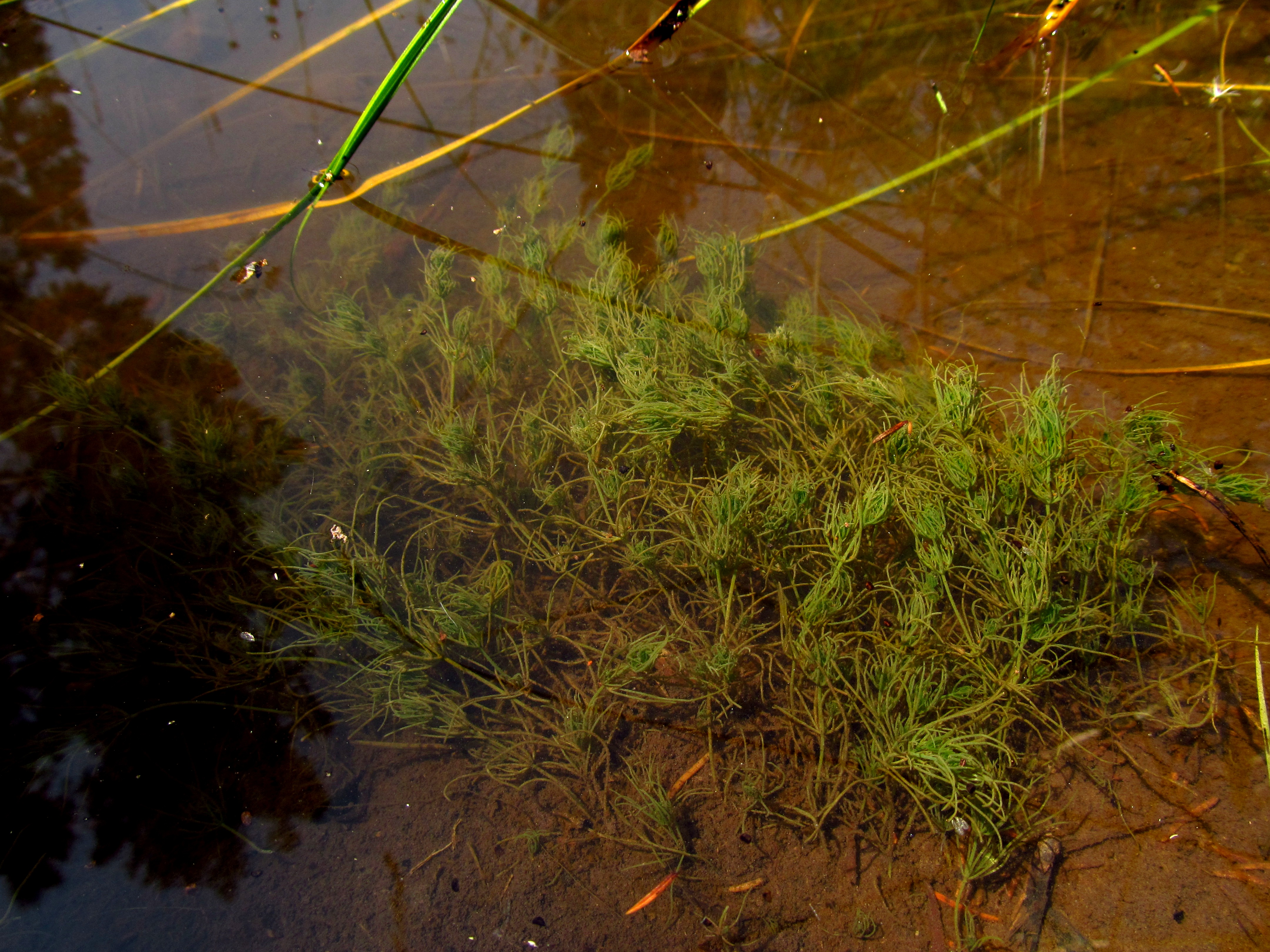
Caròfit arrelat a poca fondària.
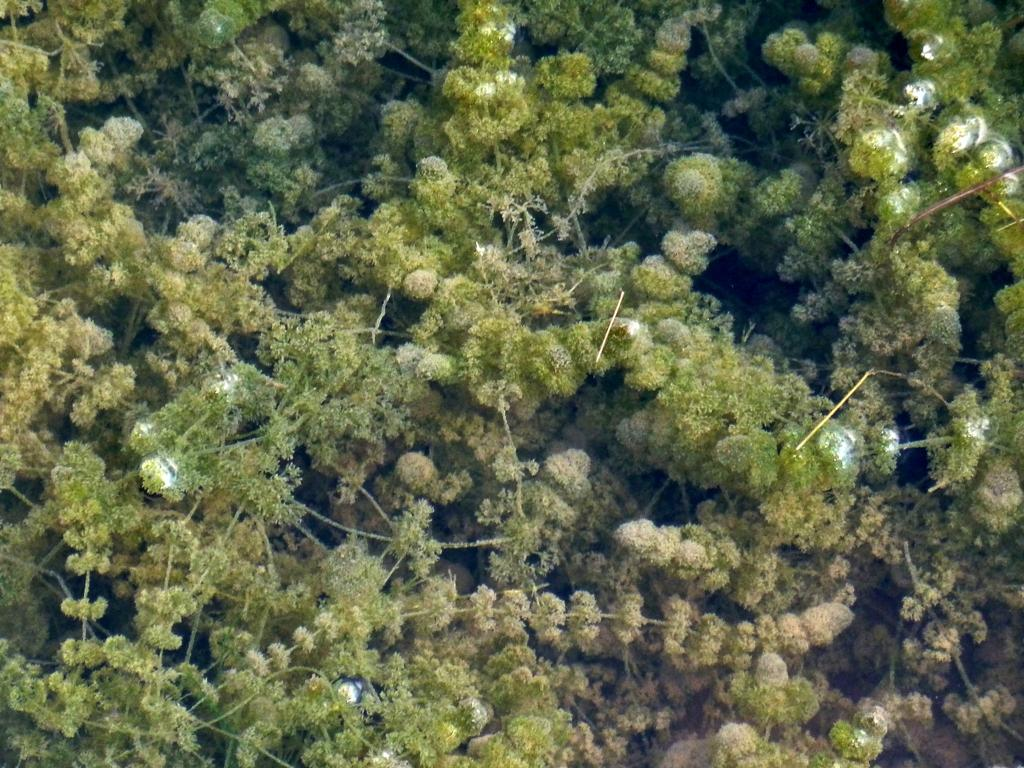
Nitella hyalina. Sud-àfrica.
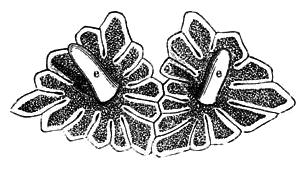
Òrgans reproductors d'un caròfit.